# Tenayuca
Sant Bartolo Tenayuca o senzillament Tenayuca és una localitat mexicana al peu del Turó del Tenayo en la Serra de Guadalupe, al municipi de Tlalnepantla de Baz, a 10 quilòmetres al nord-oest del centre de la Ciutat de Mèxic. Es caracteritza per tenir carrers empedrats i està construït sobre una extensa zona arqueològica amb vestigis de les cultures teotihuacana, txitximeca, acolhua i mexica a l'època prehispànica. Tenayuca es considera la capital més antiga dels Txitximeques, tribus nòmades que van emigrar i es van establir a la Vall de Mèxic, on van formar el seu propi imperi.
Ja des de molt antic, Tenayuca s'havia assentat en la riba nord-oest del gran Llac de Texcoco. L'estudi de la zona va començar el 1914 i va ser qualificada de monument arqueològic.